# Browningia viridis
Browningia viridis là một loài thực vật có hoa trong họ Cactaceae. Loài này được (Rauh & Backeb.) Buxb. mô tả khoa học đầu tiên năm Nov. 1965.